# Artedius
Artedius – rodzaj ryb skorpenokształtnych z rodziny głowaczowatych (Cottidae).

## Klasyfikacja
Gatunki zaliczane do tego rodzaju:
- Artedius corallinus
- Artedius fenestralis
- Artedius harringtoni
- Artedius lateralis – ar bokołuski[3]
- Artedius notospilotus

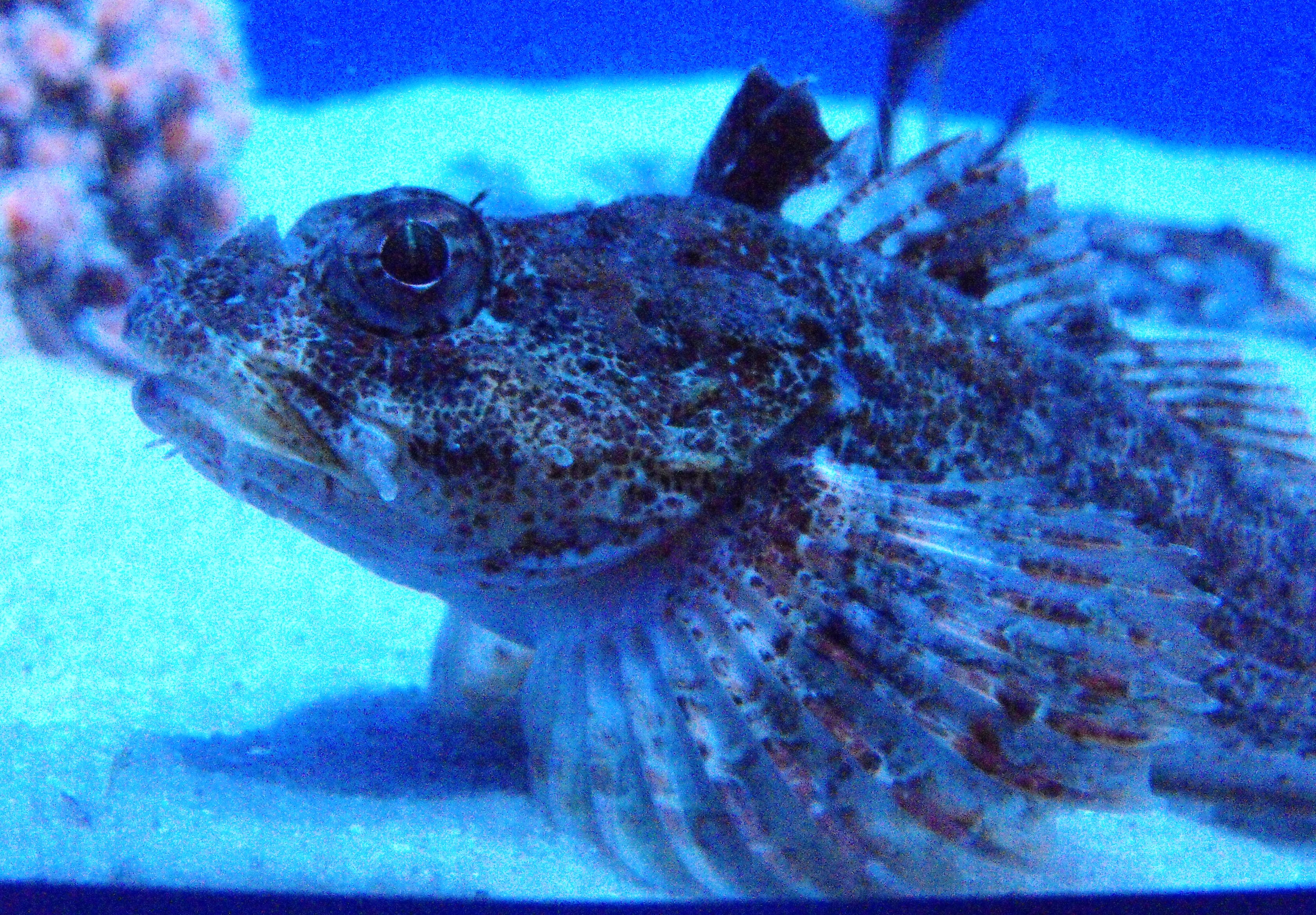
Artedius fenestralis